# Brygada Lotnictwa Marynarki Wojennej

Flaga lotnisk i lądowisk Marynarki Wojennej

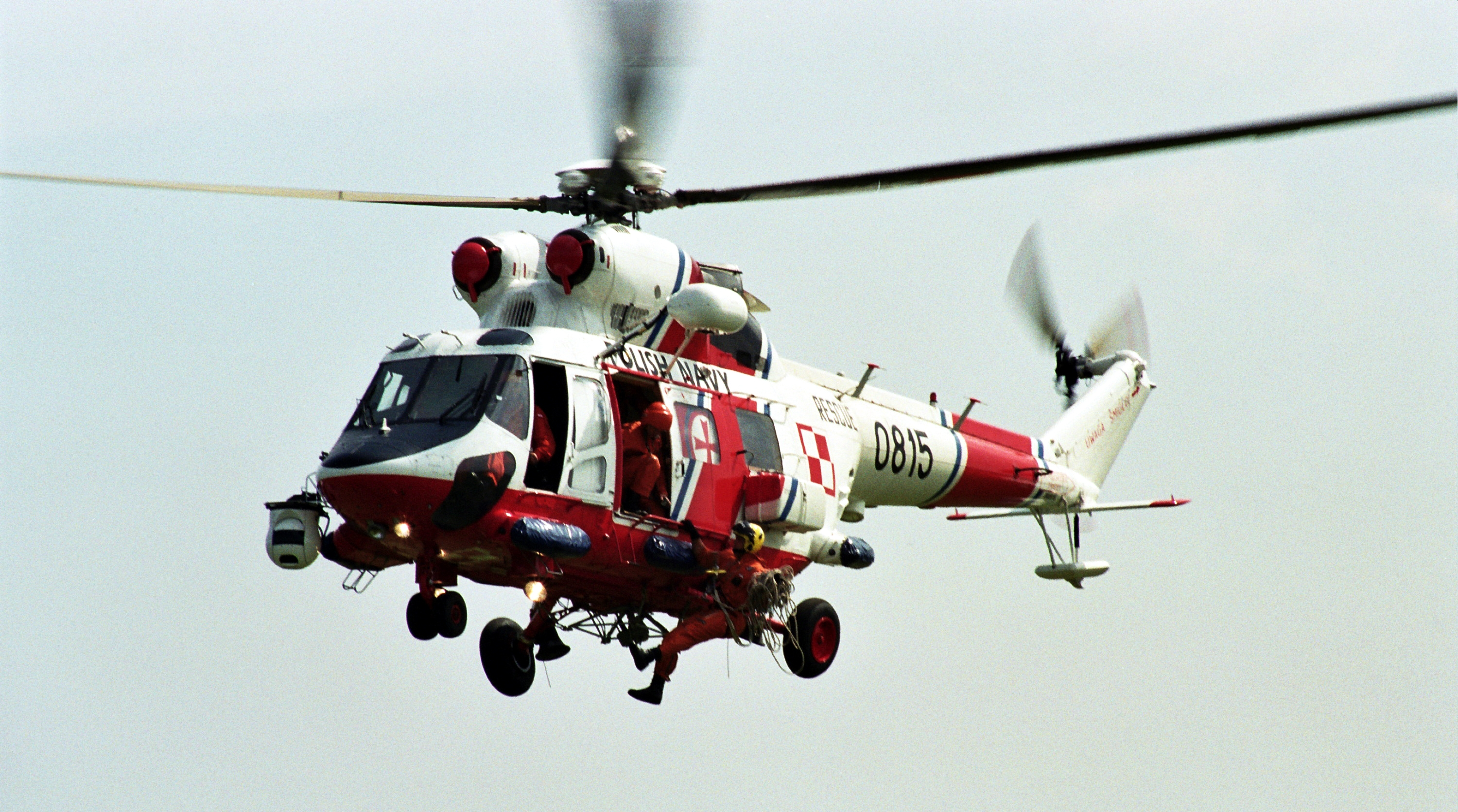
W-3WARM Anakonda (0815)

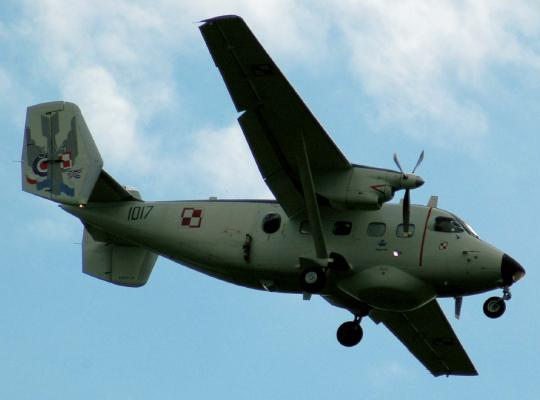
M-28B Bryza-1R (1017)

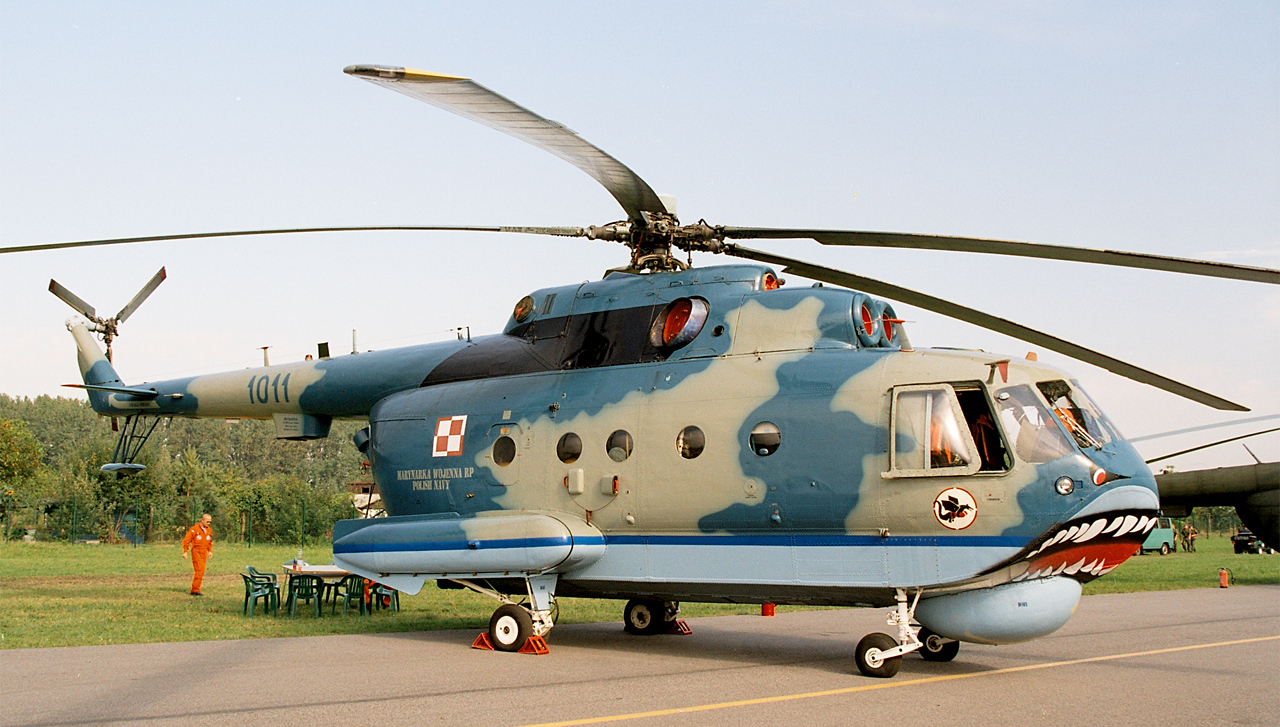
Mi-14PŁ (1011)

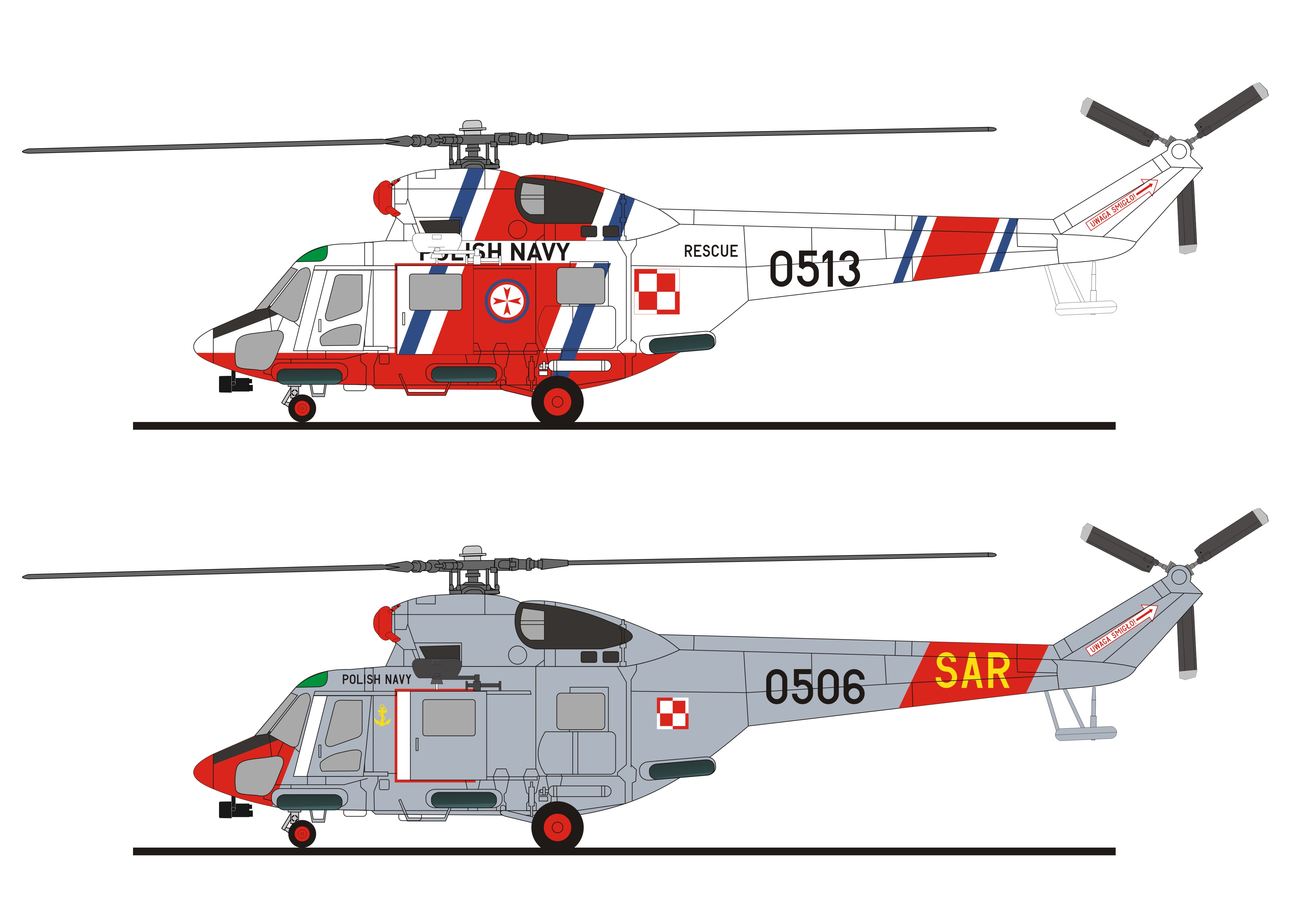
Schemat malowania śmigłowców SAR Marynarki Wojennej

Gdyńska Brygada Lotnictwa Marynarki Wojennej im. kmdr. por. pil. Karola Trzaski-Durskiego (BLMW) – związek taktyczny lotnictwa Marynarki Wojennej.
Dowództwo mieści się na lotnisku wojskowym w Gdyni w Babich Dołach, natomiast podległe pododdziały znajdują się w Gdyni, Darłowie oraz Siemirowicach.

## Historia
Zgodnie z zarządzeniem szefa Sztabu Generalnego Wojska Polskiego z 27 lipca 1994 roku istniejące pułki i eskadry lotnictwa morskiego przeformowano w dywizjony lotnicze i bataliony zabezpieczenia i podporządkowano utworzonemu 1 listopada 1994 roku Dowództwu Brygady Lotnictwa Marynarki Wojennej w Gdyni.
Do 1 stycznia 1995 roku rozformowano w Gdyni:
- 34 pułk lotnictwa myśliwskiego
- 18 eskadrę lotnictwa ratowniczo-łącznikowego
- 42 Polowe Warsztaty Lotnicze

i sformowano:
- 1 Pucki dywizjon lotniczy
- 42 dywizjon techniczny
- 3 batalion zabezpieczenia Marynarki Wojennej

1 lipca 1995 roku rozformowano w Darłowie:
- 40 eskadrę śmigłowców zwalczania okrętów podwodnych i ratownictwa

i sformowano:
- 2 Darłowski dywizjon lotniczy
- 4 batalion zabezpieczenia

1 stycznia 1996 roku rozformowano w Siemirowicach:
- 7 pułk lotnictwa specjalnego

i sformowano:
- 3 Kaszubski dywizjon lotniczy
- 5 batalion zabezpieczenia.

Przyczyną sformowania Brygady Lotnictwa Marynarki Wojennej było scalenie struktury polskiego lotnictwa morskiego.
Na podstawie Decyzji Nr 96/MON z dnia 14 lipca 1995 roku Brygada Lotnictwa Marynarki Wojennej otrzymała nazwę wyróżniającą „Gdyńska” oraz imię kmdr. por. pil. Karola Trzaski-Durskiego. Doroczne święto zostało ustalone na dzień 15 lipca.
Zgodnie z decyzją Ministra Obrony Narodowej z 21 stycznia 2002 roku przeprowadzono kolejną reorganizację, w ramach której dywizjony lotnicze zostały przeformowane w eskadry lotnicze, natomiast bataliony zabezpieczenia i dywizjon techniczny utworzyły dwie bazy lotnicze.
W marcu 2005 roku, dowódca Brygady Lotnictwa Marynarki Wojennej odebrał z rąk Ministra Obrony Narodowej "Znak Honorowy Sił Zbrojnych Rzeczypospolitej Polskiej".  
W grudniu 2007 roku Minister Obrony Narodowej swą decyzją wprowadził odznakę pamiątkową Gdyńskiej Brygady Lotnictwa Marynarki Wojennej.
Od 1 stycznia 2011 roku lotnictwo morskie przeszło kolejną restrukturyzację. Dotychczasowe bazy lotnicze przeformowane zostały w dwie bazy lotnictwa morskiego. W ich skład weszły rozformowane z końcem 2010 roku trzy eskadry lotnicze.
Decyzją Nr 233/MON z dnia 23 czerwca 2015 wprowadzono oznakę rozpoznawczą Dowództwa Brygady Lotnictwa Marynarki Wojennej na mundur polowy oraz wyjściowy.
W 2017 roku, brygadzie powierzono zadanie sformowania Polskiego Kontyngentu Wojskowego w ramach operacji wojskowej Unii Europejskiej EUNAVFOR MED. I zmiana PKW SOPHIA w dniu 12 lutego 2018 roku została oficjalnie pożegnana przez Ministra Obrony Narodowej. W dniu 14 lutego 2018 r. siły główne zostały przemieszczone w rejon misji. Podstawowym środkiem kontyngentu jest samolot patrolowo-rozpoznawczy M28B 1R Bryza z 44. Bazy Lotnictwa Morskiego. Z dniem 31 marca 2020 r. operacja EUNAFOR MED SOPHIA została zakończona. Od 1 kwietnia 2020 r. IV zmiana PKW SOPHIA przejęła zadania mandatowe nowej operacji, której Unia Europejska nadała nazwę EUNAFOR MED IRINI. Obecnie w rejonie misji znajduje się XI zmiana PKW (stan na 28 lutego 2025). 
W 2020 roku, brygada otrzymała zadanie sformowania kolejnego kontyngentu. Tym razem w ramach operacji NATO pod nazwą TAMT(Tailored Assurance Measures for Turkey) w Turcji. W dniu 20 kwietnia 2021 roku, w Gdyni odbyła się uroczystość pożegnania I zmiany Polskiego Kontyngentu Wojskowego Turcja. Podobnie jak PKW IRINI kontyngent był wyposażony w samolot M28B 1R. 30 stycznia 2025 odbyła się uroczystość przekazania dowodzenia pomiędzy VII i VIII zmianą kontyngentu. Od tej chwili odpowiedzialność za PKW Turcja przejęła 12 Baza Bezzałogowych Statków Powietrznych.
W dniu 10 listopada 2023 r. Dowódca BLMW, kmdr pil. Andrzej Szczotka odebrał z rąk Ministra Obrony Narodowej wyróżnienie honorowe „Przodujący Oddział Wojska Polskiego" przyznane brygadzie "za uzyskanie najlepszych wyników w działalności służbowej w 2022 roku".  

Symbolika
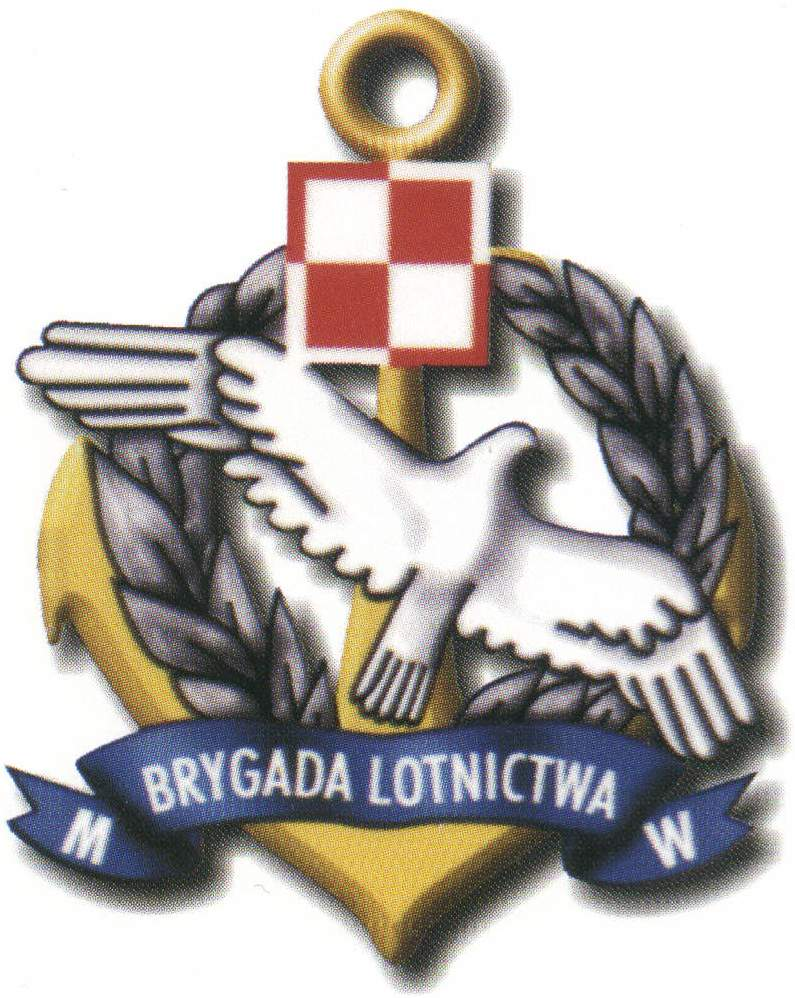
Logo BLMW (stare)
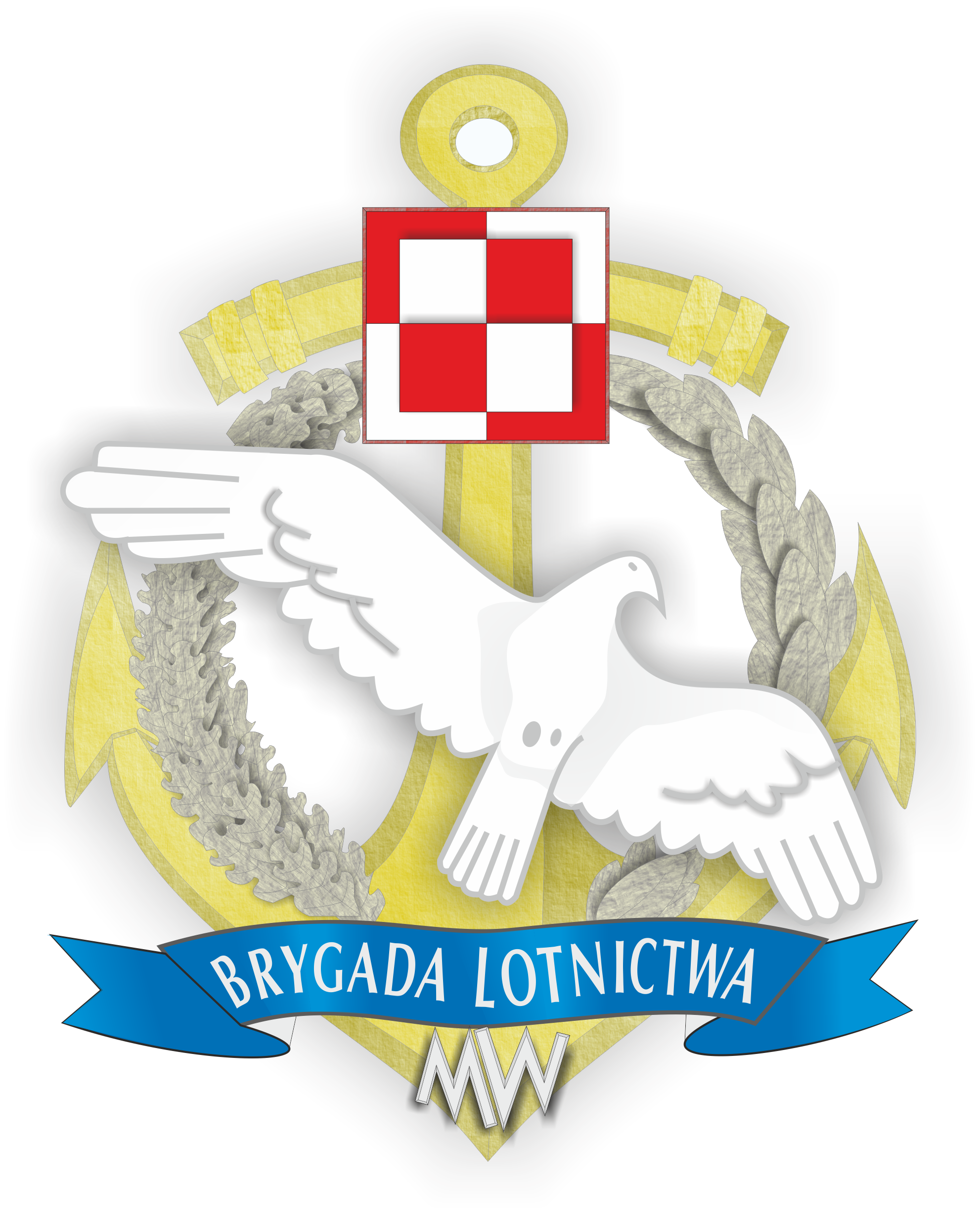
Odznaka pamiątkowa BLMW (2007)
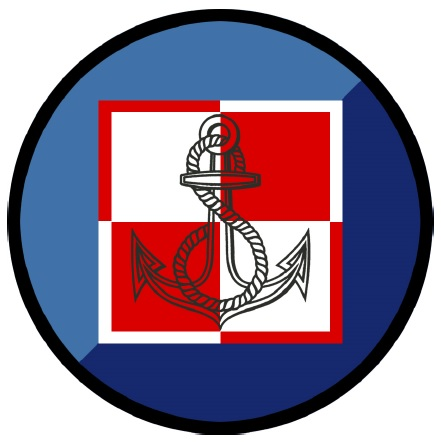
Oznaka rozpoznawcza Dowództwa BLMW na mundur wyjściowy (2015)
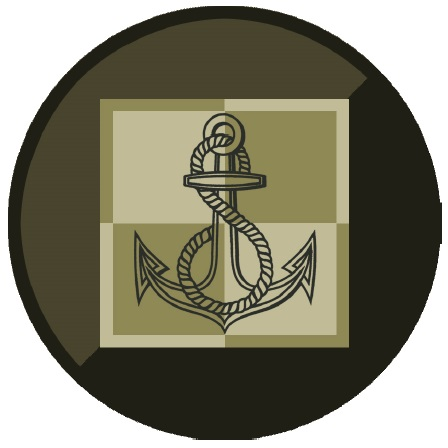
Oznaka rozpoznawcza Dowództwa BLMW na mundur polowy (2015)

## Zadania brygady
- poszukiwanie, rozpoznanie i niszczenie okrętów podwodnych
- zabezpieczenie ratownicze polskiej strefy odpowiedzialności SAR na Bałtyku
- transport sprzętu i uzbrojenia
- rozpoznanie obszarów morskich i wskazywanie celów okrętom
- monitoring ekologiczny akwenów morskich

## Struktura organizacyjna
w 1995 roku:
- Dowództwo Brygady Lotnictwa Marynarki Wojennej
- 1 Pucki dywizjon lotniczy
- 2 Darłowski dywizjon lotniczy
- 3 Kaszubski dywizjon lotniczy
- 3 batalion zabezpieczenia Marynarki Wojennej
- 4 batalion zabezpieczenia
- 5 batalion zabezpieczenia
- 42 dywizjon techniczny

W 2003 roku:
- Dowództwo Brygady Lotnictwa Marynarki Wojennej
- 28 Pucka eskadra lotnicza
- 29 Darłowska eskadra lotnicza
- 30 Kaszubska eskadra lotnicza
- 43 Baza Lotnicza Marynarki Wojennej
- 44 Baza Lotnicza Marynarki Wojennej

obecnie
- Dowództwo Brygady Lotnictwa Marynarki Wojennej
- 43 Baza Lotnictwa Morskiego w Gdyni (An-28TD, M28B, W-3WARM Anakonda, Kaman SH-2G Super Seasprite, Mi-2)
- 44 Baza Lotnictwa Morskiego w Siemirowicach i Darłowie (Mi-2, Mi-14PŁ, Mi-14PŁ/R, W-3WARM Anakonda, M28B B1R, M28B 1RM/BIS, An28)

## Śmigłowce i samoloty
W momencie sformowania uzbrojenie brygady stanowiły samoloty myśliwskie MiG-21, samoloty szkolno-treningowe i rozpoznawcze PZL TS-11 Iskra, samoloty transportowe An-2, samoloty patrolowe i transportowo-pasażerskie An-28 oraz śmigłowce wielozadaniowe Mi-2, śmigłowce ratownicze i zwalczania okrętów podwodnych Mi-14, śmigłowce wielozadaniowe PZL W-3 Sokół i ich ratownicza wersja PZL W-3RM Anakonda. Do końca 2003 roku wycofano samoloty MiG-21 oraz PZL TS-11 Iskra. Obecnie wyposażenie BLMW stanowią samoloty patrolowe i transportowe PZL M-28 Bryza (modernizacja An-28), śmigłowce zwalczania okrętów podwodnych Kaman SH-2G Super Seasprite i Mi-14PŁ, śmigłowce ratownicze PZL W-3RM Anakonda, W-3WA i Mi-14PŁ/R oraz śmigłowce transportowe Mi-2. W 2024 roku przyjęto na ewidencję ostatni z 4 zamówionych śmigłowców wielozadaniowych AW101-Mk 614 w wersji ZOP oraz 2 egzemplarze samolotu wczesnego ostrzegania Saab 340 AEW.
- 4 śmigłowce Mi-2
- 8 śmigłowców zwalczania okrętów podwodnych Mi-14PŁ
- 2 śmigłowce ratownicze Mi-14PŁ/R
- 8 śmigłowców ratowniczych W-3WARM Anakonda
- 4 śmigłowce zwalczania okrętów podwodnych Kaman SH-2G Super Seasprite
- 4 śmigłowce AW101-Mk 614 w wersji ZOP/SAR
- 4 samoloty transportowe An-28TD-2 i M28B-2
- 2 samoloty monitoringu ekologicznego An-28 (An-28E)
- 7 samolotów patrolowo-rozpoznawczych M28B 1R (An-28B1R, Bryza)
- 1 samolot patrolowo-rozpoznawczy M28B 1RM/Bis (Bryza Bis)
- 2 samoloty wczesnego ostrzegania Saab 340 AEW

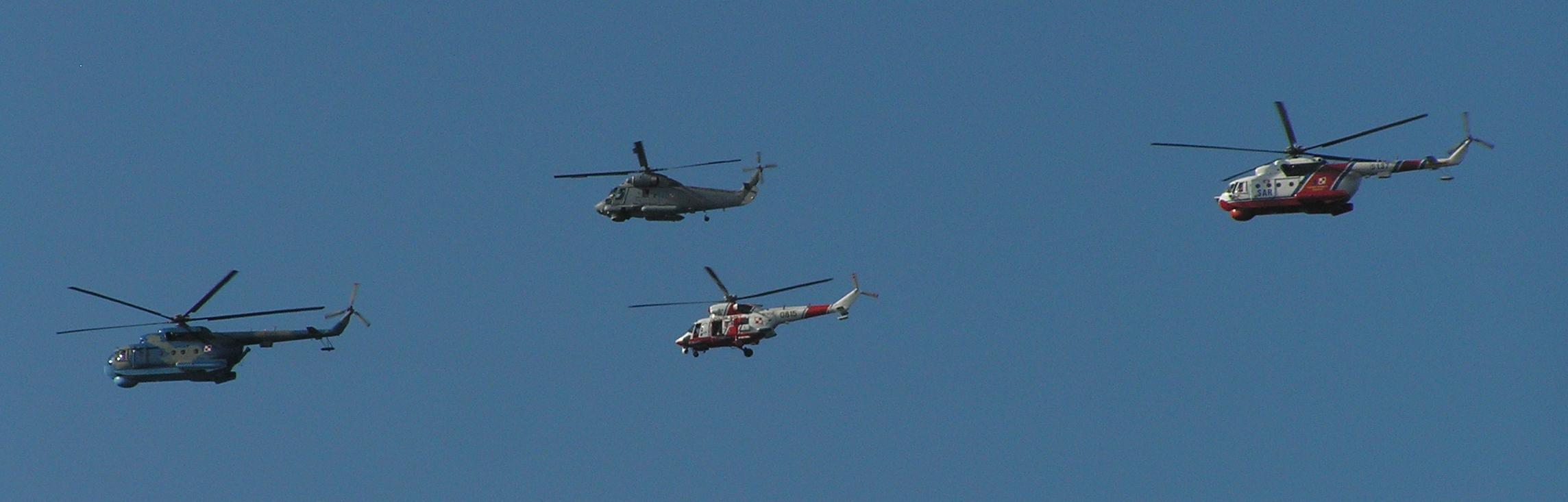
Od lewej: Mi-14PŁ, Kaman SH-2G Super Seasprite, W-3WARM Anakonda, Mi-14PS

## Dowódcy
- cz.p.o. kmdr Andrzej Jaworski (XI 1994 - VII 1995)
- kontradm. pil. Zbigniew Smolarek (VII 1995 - 1 I 2006)
- kmdr dypl. pil. Stanisław Ciołek (1 I 2006 - 7 X 2011)
- kmdr pil. Tadeusz Drybczewski (7 X 2011 - 12 VI 2018)
- cz.p.o. kmdr pil. Jarosław Czerwonko[12] (13 VI 2018 - 28 X 2018)
- kmdr pil. Jarosław Czerwonko (29 X 2018 - 26 III 2021)
- cz.p.o. kmdr pil. Cezary Wiatrak[13] (26 III 2021 - 03 V 2021)
- kmdr pil. Andrzej Szczotka[14] (od 04 V 2021)